# Bernard Brunhes
Bernard Brunhes (Tolosa, 3 luglio 1867 – Alvernia, 10 maggio 1910) è stato un geofisico francese, noto per il suo lavoro pionieristico sul paleomagnetismo, in particolare per la sua scoperta geomagnetica del 1906.

## Biografia
Brunhes studiò presso l'École normale supérieure di Parigi, da cui si laureò come agrégé in fisica. Fu nominato professore presso l'Université Lille Nord de France, e di fisica e ingegneria elettrica presso l'École centrale de Lille dal 1893 al 1895.
Nel novembre 1900 fu nominato responsabile dell'Osservatorio di Puy-de-Dôme, costruito su un vulcano estinto nella regione francese Alvernia, dove lavorò fino alla sua morte nel 1910.
Nei primi anni del XX secolo Brunhes misurò per la prima volta la magnetizzazione inversa da un flusso basalico di lava e dai sedimenti argillosi del villaggio di Pontfarein (ora Pont Farin) nel distretto vulcanico di Cantal (Auvergne, Francia).
In passato questa teoria fu fatta da lui stesso (1905, 1905 e 1906) da Paul-Louis Mercanton (1926) e da Motonori Matuyama (1929) che aiutarono egli nell'ipotesi. Questo paradigma di rovesci magnetici periodici portarono alla costruzione di una scala paleomagnetica che ebbe un notevole aiuto per la comprensione della dinamica della Terra.
Per commemorare il centenario della scoperta di Brunhes, un monumento fu eretto vicino all'entrata dell'attuale osservatorio. Il pannello fu svelato il 4 giugno 2014 da Vincent Courtillot, ex studente di Allan Cox e Etienne Leflaive, nipote di Bernard Brunhes.